# Inline-skaten op de Wereldspelen 2013
Inline-skaten stond op het programma van de Wereldspelen 2013 in het Colombiaanse Cali. Het was de negende keer dat de sport op het programma van de Wereldspelen stond en de vijfde keer dat inline-skates werden gebruikt in plaats van de traditionele rolschaatsen.
De Wereldspelen vonden plaats van 25 juli tot en met 4 augustus 2013, de baanonderdelen van het inline-skaten werden op 31 juli en op 1 en 2 augustus afgewerkt, de straatonderdelen op 3 en 4 augustus. Er namen 78 skaters uit 25 landen deel.
Zes jaar eerder hadden de wereldkampioenschappen inline-skaten 2007 ook al plaatsgevonden in Cali.

## Programma
Hieronder is het programma weergegeven voor dit toernooi.
| Piste      | Piste                               | Piste                               |
| Datum      | Mannen                              | Vrouwen                             |
| ---------- | ----------------------------------- | ----------------------------------- |
| 31 juli    | 300m Tijdrit                        | 300m Tijdrit                        |
| 1 augustus | 500m Sprint 10000m Punten-afvalrace | 500m Sprint 10000m Punten-afvalrace |
| 2 augustus | 1000m Sprint 15000m Afvalrace       | 1000m Sprint 15000m Afvalrace       |

| Weg        | Weg                             | Weg                             |
| Datum      | Mannen                          | Vrouwen                         |
| ---------- | ------------------------------- | ------------------------------- |
| 3 augustus | 200m Tijdrit 10000m Puntenkoers | 200m Tijdrit 10000m Puntenkoers |
| 4 augustus | 500m Sprint 20000m Afvalrace    | 500m Sprint 20000m Afvalrace    |

## Belgen en Nederlanders
Vijf Nederlanders werden door de KNSB naar Colombia gestuurd, Lars Scheenstra, Mark Horsten, Ruurd Dijkstra, Lisanne Buurman en Bianca Roosenboom vertegenwoordigden Oranje. De meeste toppers, onder wie Michel Mulder, Ronald Mulder en Manon Kamminga, kozen ervoor zich te voor te richten op het EK en WK. Waar de Nederlanders geen medailles wonnen kwam Bart Swings voor België terug met vier medailles (twee goud, één zilver, één brons) en ook nog een vierde plaats.

## Medailles
| Mannen                  | Mannen              | Mannen                   | Mannen                         |
| Piste                   | Piste               | Piste                    | Piste                          |
| Afstand                 | Goud                | Zilver                   | Brons                          |
| ----------------------- | ------------------- | ------------------------ | ------------------------------ |
| 300m Tijdrit            | Pedro Causil        | Andres Felipe Munoz      | Jang Su-chul                   |
| 500m Sprint             | Andrea Angeletti    | Lo Wei-Lin               | Jang Su-chul                   |
| 1000m Sprint            | Andres Felipe Munoz | Bart Swings              | Pedro Causil                   |
| 10000m Punten-afvalrace | Bart Swings         | Chen Yan-Cheng           | Felix Rijhnen                  |
| 15000m Afvalrace        | Peter Michael       | Jorge Luis Cifuentes     | Chen Yan-Cheng                 |
| Weg                     |                     |                          |                                |
| Afstand                 | Goud                | Zilver                   | Brons                          |
| 200m Tijdrit            | Emmanuelle Silva    | Andres Felipe Munoz      | Jorge Luis Martinez Morales    |
| 500m Sprint             | Pedro Causil        | Andres Felipe Munoz      | Andrea Angeletti               |
| 10000m Puntenkoers      | Liao Yen-Sheng      | Jorge Luis Cifuentes     | Bart Swings                    |
| 20000m Afvalrace        | Bart Swings         | Peter Michael            | Jorge David Bolanos Villacorte |
| Vrouwen                 |                     |                          |                                |
| Piste                   |                     |                          |                                |
| Afstand                 | Goud                | Zilver                   | Brons                          |
| 300m Tijdrit            | Erika Zanetti       | Paola Segura             | An Yi-seul                     |
| 500m Sprint             | Yersi Puello Ortiz  | Paola Segura             | Huang Yu-Ting                  |
| 1000m Sprint            | Huang Yu-Ting       | Mareike Thum             | Li Meng-Chu                    |
| 10000m Punten-afvalrace | Guo Dan             | Rommy Melisa Munoz Velez | Yang Ho-Chen                   |
| 15000m Afvalrace        | Annette Heywood     | Guo Dan                  | Rommy Melisa Munoz Velez       |
| Weg                     |                     |                          |                                |
| Afstand                 | Goud                | Zilver                   | Brons                          |
| 200m Tijdrit            | Maria Moya          | Yersi Puello Ortiz       | Erika Zanetti                  |
| 500m Sprint             | Erika Zanetti       | Pamela Verdugo           | Jana Gegner                    |
| 10000m Puntenkoers      | Yang Ho-Chen        | Rommy Melisa Munoz Velez | Huang Yu-Ting                  |
| 20000m Afvalrace        | Guo Dan             | Yang Ho-Chen             | Rommy Melisa Munoz Velez       |

### Medaillespiegel
| Plaats | Land             | Goud | Zilver | Brons | Totaal |
| 1      | Colombia         | 4    | 10     | 3     | 17     |
| 2      | Chinees Taipei   | 3    | 3      | 5     | 11     |
| 3      | Italië           | 3    | 0      | 2     | 5      |
| 4      | België           | 2    | 1      | 1     | 4      |
| 5      | Chili            | 2    | 1      | 0     | 3      |
| 5      | China            | 2    | 1      | 0     | 3      |
| 7      | Nieuw-Zeeland    | 1    | 1      | 0     | 2      |
| 8      | Verenigde Staten | 1    | 0      | 0     | 1      |
| 9      | Duitsland        | 0    | 1      | 2     | 3      |
| 10     | Zuid-Korea       | 0    | 0      | 3     | 3      |
| 11     | Ecuador          | 0    | 0      | 1     | 1      |
| 11     | Mexico           | 0    | 0      | 1     | 1      |
| Totaal | Totaal           | 18   | 18     | 18    | 54     |

Santa Clara 1981 · 
Londen 1985 · 
Karlsruhe 1989 · 
Den Haag 1993 · 
Lahti 1997 · 
Akita 2001 · 
Duisburg 2005 · 
Kaohsiung 2009 · 
Cali 2013 · 
Wrocław 2017 · 
Birmingham 2022